# DJ Icha
DJ Icha (pseudoniem van Ichrak Abbassi, Rotterdam, 29 oktober 1991) is een Nederlandse dj en muziekproducent.  Zij staat sinds 2015 onder contract bij Neophyte Records.

## Discografie
- Animal, ep, 2015
- Bulletproof, ep, 2016